# صدف طاهریان
صدف طاهریان (زادهٔ ۳۰ تیر ۱۳۶۷) بازیگر و مدل اهل ایران است. وی فعالیت سینمایی خود را از سال ۱۳۹۰ با فیلم هیچ‌کجا هیچ‌کس آغاز کرد. او در فیلم‌های سینمایی سلام بر عشق، هیچ‌کجا هیچ‌کس، پس کوچه‌های شمرون و عصر یخبندان بازی کرده است. همچنین در تله فیلم‌های دارکوب و تلفن همراه نیز نقش داشته است. او پس از مهاجرت از ایران، کار مدلینگ خود را آغاز کرد. طاهریان به عنوان مدل با شرکت‌های آرایشی، زیبایی و نگهداری بهداشتی همکاری داشته است. در سال ۲۰۱۶، شرکت واتسون که به عنوان بزرگ‌ترین فروشگاه زنجیره‌ای مراقبت‌های بهداشتی و زیبایی در قاره آسیا شناخته می‌شود، با طاهریان به عنوان مدل همکاری داشت. تصاویر او همچنین در مجله‌های زیبایی و مد خارجی استفاده می‌شود.

## دوران حرفه‌ای

### حرفه‌ای بازیگری
صدف طاهریان کار بازیگری حرفه‌ای خود را با ایفای نقشی در فیلم هیچ‌کجا هیچ‌کس، محصول سال ۱۳۹۱ به کارگردانی ابراهیم شیبانی آغاز کرد. او بازی نخست خود را با چهار نقش دیگر در چهار فیلم تلویزیونی ایرانی از جمله دارکوب (سعید اسدی، ۱۳۹۰) و مثل یک خواب (رضا غفاری اعتبار، ۱۳۹۱) دنبال کرد. او در پس کوچه‌های شمرون (کامران قدکچیان، ۱۳۹۱)، قرار بعدی همان‌جا (محسن توکلی، ۱۳۹۲)، موارد مشکوک (محسن توکلی ۱۳۹۲) و عصر یخبندان (مصطفی کیایی، ۱۳۹۳) نیز بازی کرده است. او در یک فیلم کوتاه با نام برای همسرم (علی پناهی مجد، ۱۳۹۱) نیز حضور داشته است.

### حرفهٔ مدلینگ
صدف طاهریان پس از مهاجرت از ایران، کار مدلینگ خود را آغاز کرد. او به عنوان مدل با شرکت‌های آرایشی، زیبایی و نگهداری بهداشتی همکاری داشته است. در سال ۲۰۱۶، شرکت واتسون که به عنوان بزرگ‌ترین فروشگاه زنجیره‌ای مراقبت‌های بهداشتی و زیبایی در قاره آسیا شناخته می‌شود، با طاهریان به عنوان مدل برای تبلیغات کالاهای زیبایی و محصولات بهداشتی اش، همکاری می‌کرد. تصاویر او در بسیاری از مجله‌های زیبایی و مد استفاده می‌شود، اما در کشور مادری او، ایران، چنین چیزی انجام نشده است. البته پس از انقلاب ۱۳۵۷ ایران، به صورت کلی، استفاده از چنین تصاویری ممنوع بوده است و تنها شامل طاهریان نمی‌شود. او همچنین در چندین فیلم تبلیغاتی مد شرکت داشته است.

## در رسانه‌ها

### انتشار تصاویر بدون حجاب
صدف طاهریان در آبان ماه سال ۱۳۹۴ چندین عکس بدون حجاب اسلامی و متفاوت با عکس‌های قبلی‌اش در شبکه اجتماعی اینستاگرام منتشر کرد. دقایقی پس از آن نیز وی با قرار دادن ویدئویی تأکید کرد که صفحهٔ اینستاگرام او هک نشده و از کامنت‌ها و توجه کاربران تشکر کرد. او در صفحه شخصی‌اش در اینستاگرام، مهاجرتش به دوبی را نیز اطلاع‌رسانی و اعلام کرد.
به اعتقاد ایندیپندنت، صدف طاهریان پس از خروج از ایران، در اعتراض به حجاب اجباری، تصاویر بدون حجاب خود را در رسانه‌های اجتماعی به اشتراک گذاشت. چند روز پس از کشف حجاب صدف طاهریان، خبر ملحق شدن وی به شبکه ماهواره‌ای جم تی وی منتشر گردید. وی پیش از آن در ایران در چند فیلم سینمایی بازی کرده بود.

### اشاره به فساد اخلاقی در سینمای ایران
صدف طاهریان در جریان مصاحبه‌ای که با یکی از رسانه‌های خارجی داشت گفت که برخی موسسات و شرکت‌های فیلم‌سازی و حتی کارگردان‌ها در ازای راه دادن او به فیلم‌ها و پروژه‌های بزرگ از وی درخواست‌های «شرم‌آور» کردند و سعی داشتند از این طریق با وی وارد معامله شوند. طاهریان همچنین در این باره افزود که یکی از این افراد از او خواسته تا در برابر داشتن رابطهٔ یک‌ماهه، طاهریان را وارد پروژه‌های مهم سینمایی کند. وی همچنین دربارهٔ تجربهٔ منفی خود از سینمای ایران می‌گوید که این مسائل تنها تجربیات او و تنی چند از دوستان اوست و شاید قابل تعمیم به تمامی بازیگران زن و دست‌اندرکاران سینما نباشد، وی دربارهٔ این که چرا این مسائل را داخل خود ایران افشا نکرد نیز چنین گفت: «وقتی سراغ برخی اصحاب رسانه می‌رفتم و می‌گفتم اوضاع اینگونه است، با کمال تعجب می‌گفتند که شاید خودت هم علاقه داشتی که این کار را می‌کردند!» و همچنین اظهار داشت واهمه‌ای از عدم بازگشتش به سینمای ایران ندارد. این سخنان صدف طاهریان با تأیید و حمایت فقیهه سلطانی بازیگر سینما و تئاتر مواجه شد. وی ضمن سرزنش طاهریان بخاطر انتشار تصاویر بدون حجابش خطاب به وی گفت: «حرف‌های شما در مورد عدهٔ زیادی از دست‌اندرکاران سینمای ما متأسفانه، متأسفانه و متأسفانه، کاملاً درست و مورد تأیید است!»
بازیگران متعدد دیگری نیز گفته‌های طاهریان را تأیید کردند. البته پیش از او نیز از سال ۱۳۹۱ در این باره صحبت‌های متعددی شده بود که بنا بر آن گفته‌ها مسئولان به جای محکوم کردن مردان خطاکار، حجاب و عفاف را بهانه می‌کنند و زنان را مقصر دانسته و پیگیری دربارهٔ سواستفاده‌های مردان خطاکار صورت نمی‌گیرد.

## فیلم‌شناسی

### سینمایی
| سال  | عنوان            | کارگردان       |
| ---- | ---------------- | -------------- |
| ۱۳۹۰ | هیچ‌کجا هیچ‌کس     | ابراهیم شیبانی |
| ۱۳۹۱ | پس کوچه‌های شمرون | کامران قدکچیان |
| ۱۳۹۲ | قرار بعدی همان‌جا | محسن توکلی     |
| ۱۳۹۲ | موارد مشکوک      | محسن توکلی     |
| ۱۳۹۳ | عصر یخبندان      | مصطفی کیایی    |

### تلویزیونی
| سال  | عنوان       | کارگردان         |
| ---- | ----------- | ---------------- |
| ۱۳۹۰ | تلفن همراه  | شهرام شاه حسینی  |
| ۱۳۹۰ | دارکوب      | سعید اسدی        |
| ۱۳۹۱ | مثل یک خواب | رضا غفاری اعتبار |

#### فیلم کوتاه
| سال  | عنوان      | کارگردان      |
| ---- | ---------- | ------------- |
| ۱۳۹۱ | برای همسرم | علی پناهی مجد |